# 陈舜英
陈舜英（1912年—1982年），福建福州人，中华人民共和国政治人物。
担任湖北省妇联主任、中共中央中南局妇委书记。1954年，当选第一届全国人民代表大会代表。

## 家庭
丈夫是刘建勋。